# General der Nachschubtruppe
Der General der Nachschubtruppe war in der Bundeswehr die Dienststellung des für bestimmte Fragen der Truppenausbildung und -ausrüstung sowie der Instandsetzung verantwortlichen Offiziers, meist im Dienstgrad eines Brigadegenerals.
Die Dienststellung General der Nachschubtruppe entstand 1969 mit der Aufteilung der Technischen Truppen der Bundeswehr in die Nachschub- und die Instandsetzungstruppe und war mit dem Kommandeur Nachschubschule des Heeres verbunden. Im Jahr 2006 wurden beide Truppengattungen in der neuen Gattung der Heereslogistiktruppen zusammengefasst. Die Dienststellung des Generals der Nachschubtruppe entfiel gleichzeitig zugunsten der neuen Dienststellung des Generals der Heereslogistiktruppen, die mit dem Kommandeur Logistikschule der Bundeswehr (Streitkräftebasis) verbunden wurde. Entsprechende Dienststellungen existieren auch für die anderen Truppengattungen des Heeres. Da es sich hierbei um eine Dienststellung handelte, war manchmal ein Oberst „General der“ jeweiligen Truppengattung. Die Anrede Herr General bzw. Herr Oberst war üblich; die Anrede Herr General der Nachschubtruppe war unüblich, da es sich um keinen Dienstgrad handelte.

## Liste der Generale der Nachschubtruppe
| Dienstgrad     | Name              | Beginn       | Ende           |
| -------------- | ----------------- | ------------ | -------------- |
| Brigadegeneral | Hans-Joachim Lühr | 1. Juli 1997 | 30. April 2003 |

## Dienststellung in der Wehrmacht
Im Verlauf des Zweiten Weltkriegs waren die Nachschubtruppen dem Heeresnachschubführer unterstellt, der wiederum dem Generalquartiermeister im Oberkommando des Heeres unterstand. 1942 wurden die Nachschub-, Wasserversorgungs- und Kraftfahrparktruppen sowie Feldpost in der neuen Waffengattung der Nachschubtruppen zusammengefasst. Die Dienststellung des Nachschubführers wurde gleichzeitig in die des Generals der Nachschubtruppen umgewandelt. Diesem unterstanden Ende 1943 bis zu 350.000 Soldaten und etwa 20.000 Offiziere.
Vom 1. Juli 1943 bis zum Kriegsende war Generalmajor Josef Windisch General der Nachschubtruppen.